# Fahar Nadeem

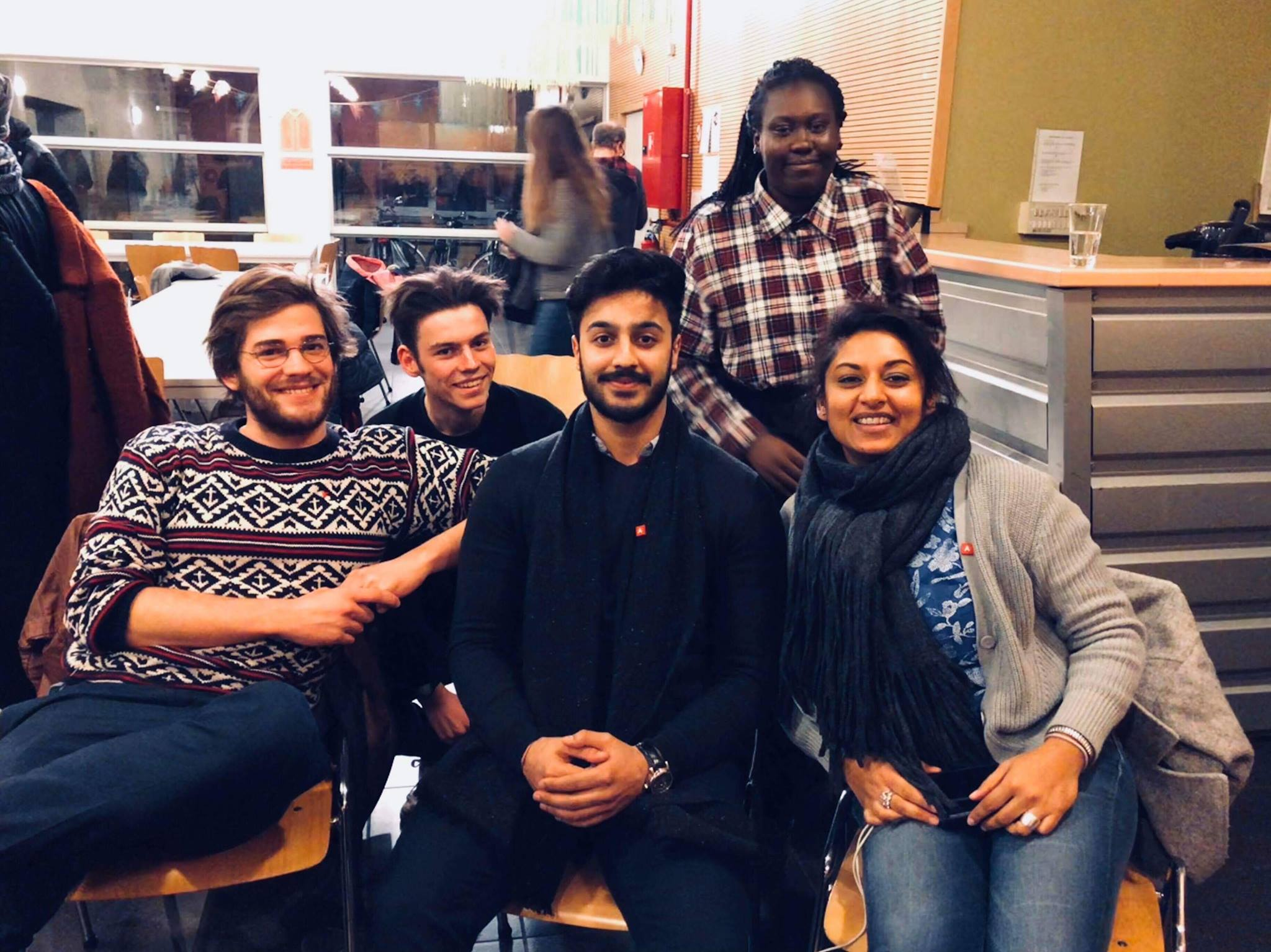
Nadeem met Jinnih Beels en Jong Socialisten Antwerpen

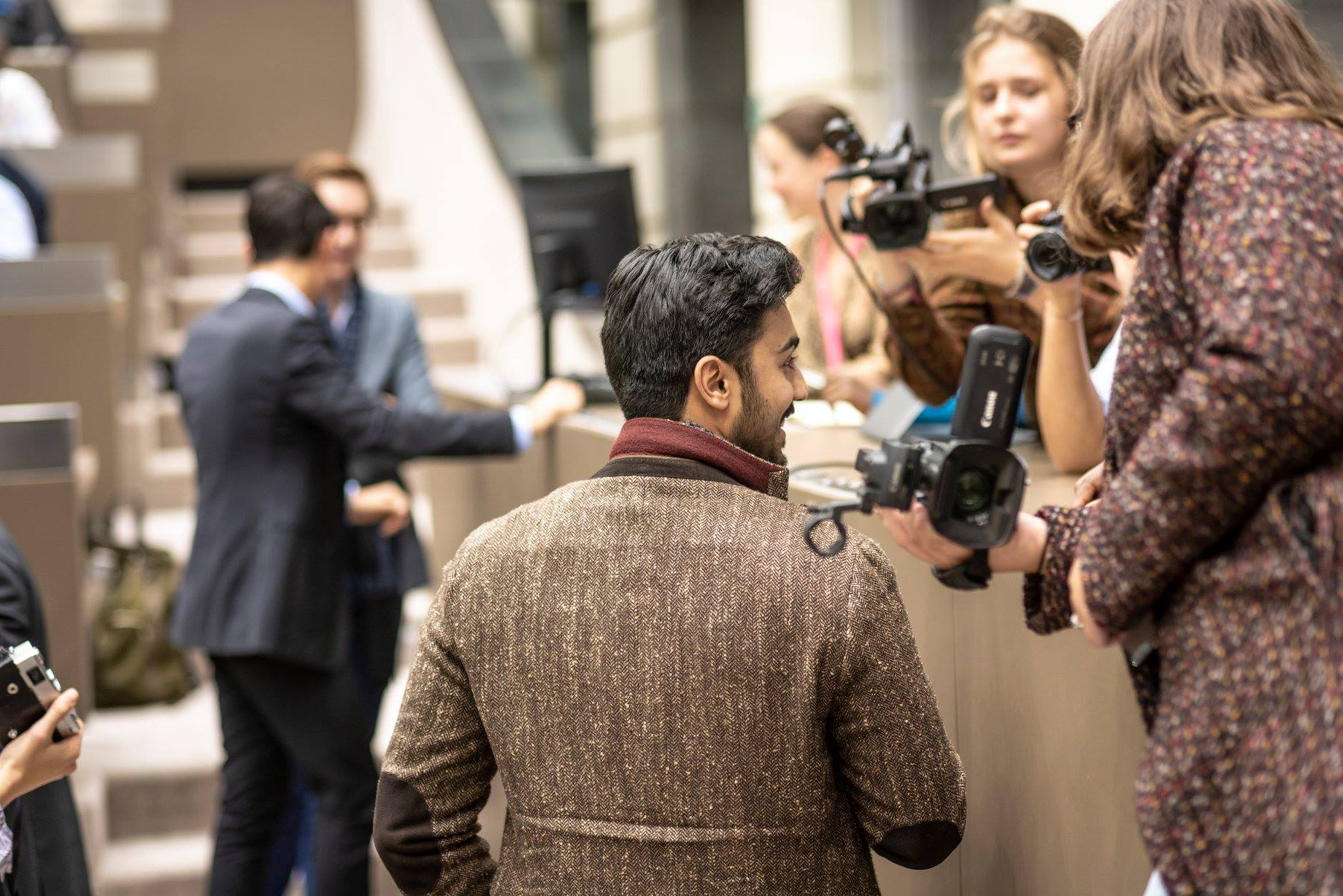
Nadeem Vlaams Parlement

Fahar (Fukhar) Nadeem Abbas is een Belgisch politicus en ondernemer. Sinds 1 oktober 2020 is hij opvolgend lid van het federaal parlement van België.

## Levensloop
Fahar (Fukhar) Nadeem Abbas heeft zijn eerste jaren van zijn kindertijd in Pakistan doorgebracht. Snel verhuisde hij naar België om zijn vader te ontmoeten en met hem samen te wonen. Op zijn 16de heeft Nadeem zijn eerste stap in de politiek gezet. Op zijn 18de was hij kandidaat voor de lokale verkiezingen in Antwerpen. In 2019 deed Nadeem mee aan de federale verkiezingen en werd hij verkozen tot opvolgend lid van het Federaal parlement van België. 

## Opleiding
Fahar Nadeem liep school in De Wereldreizigers, in het hart van Antwerpen centrum, en studeerde erna 6 jaar economie-handel op Sint-Eligius Deurne en Scheppers Instituut Antwerpen. Nadeem studeerde later Internationaal Ondernemen op Karel de Grote in Antwerpen, en studeert nu 'International Business' verder in Brussel.

## Loopbaan

### Politiek
- Opvolgend lid Federaal Parlement van België
- Kandidaat lokale verkiezingen Antwerpen 2018
- Ondervoorzitter linkse fractie Vlaams Jeugd Parlement

### NGO
Nadeem was organisatielid van het Vlaams Jeugd Parlement.